# 霍恩滕根
霍恩滕根是德国巴登-符腾堡州的一个市镇。总面积36.57平方公里，总人口4333人，其中男性2300人，女性2033人（2011年12月31日），人口密度118人/平方公里。